# كلفن أراسي
كلفن أراسي (بالألمانية: Kelvin Arase) هو لاعب كرة قدم نمساوي في مركز الهجوم، ولد في 15 يناير 1999 في مدينة بنين في نيجيريا. شارك مع منتخب النمسا تحت 21 سنة لكرة القدم. أما مع النوادي، فقد لعب مع رابيد فيينا.

## وصلات خارجية
- كلفن أراسي على موقع قاعدة بيانات كرة القدم.إي يو (الإنجليزية)
- كلفن أراسي على موقع بيانات كرة القدم. دي إي (الألمانية)
- كلفن أراسي على موقع Soccerway.com (الإنجليزية)
- كلفن أراسي على موقع عالم كرة القدم.نت (الإنجليزية)
- كلفن أراسي على موقع AS.com (الإسبانية)